# Prva slovenska nogometna liga 2021/22
Sezona Prve slovenske nogometne lige 2021/22 (uradno ime zaradi glavnega sponzorja PrvaLiga Telemach) je 31. sezona najvišjega nogometnega tekmovanja v Sloveniji. V ligi sodeluje 10 klubov. Liga se igra v dveh delih, jesenskem in spomladanskem, vmes pa je zimski premor. Sezona je začela 17. julija 2021 in se bo končala leta 2022. Aktualni prvak je ekipa Nogometna šola Mura, ki je v prejšnji sezoni osvojila svoj prvi naslov. 

## Potek tekmovanja
Vsaka ekipa skupaj igra 36 tekem (18 domačih in 18 gostujočih) in z vsako ekipo posebej po štiri tekme (2 domači in 2 gostujoči).

## Klubi
V ligi bo sodelovalo 10 ekip, devet iz prejšnje sezone 1.SNL in eden, ki je napredoval iz 2.SNL. Zmagovalec druge lige Radomlje se je neposredno uvrstil v 1.SNL, kot prvak 2.SNL. Zamenjal je ekipo Gorice, ki je izpadla iz tekmovanja, saj so v prejšnji sezoni zasedli zadnje mesto. 

### Stadion in lokacija ekip
| Ekipa        | Lokacija      | Stadion                | Kapaciteta |
| ------------ | ------------- | ---------------------- | ---------- |
| Celje        | Celje         | Stadion Z'dežele       | 13,400     |
| Domžale      | Domžale       | Športni park Domžale   | 2,813      |
| Radomlje     | Domžale       | Športni park Domžale   | 2,813      |
| Mura         | Murska Sobota | Stadion Fazanerija     | 5,000      |
| Koper        | Koper         | Stadion Bonifika       | 4,047      |
| Bravo        | Ljubljana     | Športni park Šiška     | 2.308      |
| Maribor      | Maribor       | Stadion Ljudski vrt    | 12,994     |
| Olimpija     | Ljubljana     | Stadion Stožice        | 16,693     |
| Tabor Sežana | Sežana        | Stadion Rajko Štolfa   | 1.200      |
| Aluminij     | Kidričevo     | Športni park Kidričevo | 2,600      |

1Samo kapaciteta sedišč. Nekateri stadioni imajo tudi stojišča.

## TV Prenos
- Sport klub Slovenija (4 tekme kroga)
- Šport TV (1 tekma kroga)